# Militia (Léon Degrelle)
Durante il suo esilio, Léon Degrelle pubblica dei libelli di argomento storico-politico; il più noto è Militia, il cui titolo originale era Les Âmes qui brûlent (Le anime che bruciano).
Il titolo della prima parte la dice lunga: «I cuori vuoti», la decadenza del mondo moderno è descritta nelle pagine di questo primo capitolo pieno di domande rivolte a se stesso e al lettore, indice della totale malinconia ancorata nel cuore di Degrelle; aveva sognato «un secolo di cavalieri, forti e nobili» invece si ritrova stordito col suo «carico di sogni tramontati».
Nel secondo capitolo denuncia che «i giardini interiori dell'uomo hanno perduto i loro colori e i loro canti di uccelli». L'unico rimedio alla morte dell'Uomo è il sacrificio che per Degrelle coincide con l'amore. Sostiene che «la felicità esiste solo nel dono, nel dono completo; il suo disinteresse gli conferisce sapori d'eternità», il donarsi completamente è l'unico amore, l'unico che possa dare la felicità eterna; Degrelle dice esplicitamente che l'arte del dono rende dolorosa la vita terrena, ma la cosa più importante è essere puri nel cuore e agire con amore, sempre e comunque. Dobbiamo prendere esempio dai Santi, i quali ci dimostrano che «la perfezione è accessibile a tutti», con una lenta ma inesorabile vittoria sulle debolezze umane; quando riusciremo a controllare noi stessi avremo la forza di comandare gli altri - un po' come la Grande Guerra Santa di Julius Evola.
Nel dodicesimo e nel tredicesimo capitolo Degrelle ha uno sfogo religioso e chiede perdono a Gesù per l'indifferenza degli uomini verso il dolore da lui provato sulla croce. Tuttavia pone all'uomo una natura d'origine divina, e per tanto non dà per scontato il fallimento della conversione ai valori spirituali.